# Ironman Kazakhstan
Der Ironman Kazakhstan war ein von 2022 bis 2023 ausgetragener Triathlon in Astana (Kasachstan) über die Ironman-Distanz (3,86 km Schwimmen, 180,2 km Radfahren und 42,195 km Laufen). Eine Fortführung ist nicht geplant.

## Organisation
Der „Ironman Kazakhstan“ ist Teil der Ironman-Weltserie der World Triathlon Corporation (WTC), einem Tochterunternehmen des US-amerikanischen Medienunternehmens Advance Publications. 
Astana ist die Hauptstadt Kasachstans. Sie befindet sich im nördlichen Teil des Landes inmitten der Kasachischen Steppe. Amateure haben hier die Möglichkeit, sich für den Erwerb eines Startplatzes beim Ironman Hawaii zu qualifizieren, wozu 30 Qualifikationsplätze zur Verfügung stehen. Profi-Triathleten, die hier um die 40.000 US-Dollar Preisgeld kämpfen, können sich für den mit insgesamt 650.000 US-Dollar ausgeschriebenen Wettkampf in Hawaii über das Kona Pro Ranking System (KPR) qualifizieren. 
In Astana erhalten Sieger und Siegerin je 2000 Punkte, weitere Platzierte eine entsprechend reduzierte Punktzahl.

Zum Vergleich: Der Sieger auf Hawaii erhält 8000 Punkte, die Sieger in Frankfurt, Texas, Florianópolis, Cairns und Port Elizabeth jeweils 4000, bei den übrigen Ironman-Rennen entweder 1000 oder 2000 Punkte.
Im April 2020 wurde im Rahmen der Ausbreitung des Coronavirus der Zeitraum für eine Qualifikation zum Ironman Hawaii bis zum 30. August verlängert und mit dieser Änderung sollten bei der geplanten Erstaustragung am 23. August 2020 zusätzlich zu den Qualifikationsplätzen für die Ironman World Championships 2021 nun hier auch zusätzlich 60 Startplätze für die Ironman World Championships am 10. Oktober 2020 vergeben werden. 
Die dann für den 15. August 2021 angesetzte Erstaustragung musste wiederum abgesagt werden und das Rennen wurde erstmals im August 2022 ausgetragen. Im Jahre 2023 erreichten 220 Athleten das Ziel beim Ironman.

## Siegerliste
| Datum/Jahr    | Männer             | Männer           | Männer               | Frauen                | Frauen         | Frauen            |
| Datum/Jahr    | Erster Platz       | Zweiter Platz    | Dritter Platz        | Erster Platz          | Zweiter Platz  | Dritter Platz     |
| ------------- | ------------------ | ---------------- | -------------------- | --------------------- | -------------- | ----------------- |
| 2024          | abgesagt           |                  |                      |                       |                |                   |
| 2. Juli 2023  | Maxim Knyazev      | Kirill Tkachenko | Vladimir Kozhevnikov | Margarita Pitertseva  | Yulia Bochkova | Aina Ussenova     |
| 14. Aug. 2022 | Alex Grigorev (SR) | Anton Bereznyak  | Alexey Vshivtsev     | Valentina Kukrus (SR) | Merve Güney    | Irina Vladimirova |

(SR: Streckenrekord)